# Osiedle Przyjaźni (Poznań)
Osiedle Przyjaźni – osiedle mieszkaniowe w Poznaniu, a zarazem jednostka obszarowa Systemu Informacji Miejskiej (SIM), należąca do większej jednostki obszarowej Winogrady, położona na terenie jednostki pomocniczej Osiedle Nowe Winogrady Południe.

## Historia i struktura
Osiedle wybudowano w latach 1971-1978 (Kombinat Budowlany Poznań-Północ) według projektu Mariana Weigta, Piotra Krysztopa i Adeli Nowak.
Obszar osiedla do 1990 należał do dzielnicy administracyjnej Stare Miasto. W 2000 utworzono jednostkę pomocniczą miasta Osiedle Przyjaźni. 1 stycznia 2011 połączono dwie jednostki Osiedle Pod Lipami i Osiedle Przyjaźni w jedno Osiedle Nowe Winogrady Południe.
2 września 1985 nadano księgarni osiedlowej imię Armii Poznań. Autorem tablicy pamiątkowej był Józef Kopczyński. W odsłonięciu udział wziął prezydent Andrzej Wituski.
Sąsiaduje z osiedlami: Zwycięstwa, Wichrowe Wzgórze, Pod Lipami, Powstańców Warszawy. 
Na osiedlu znajduje się 10 budynków 13-kondygnacyjnych oraz 14 budynków 5-kondygnacyjnych. Najnowszy budynek 13-kondygnacyjny został oddany do użytku w kwietniu 2011 roku.

## Ulice
Granice osiedla wyznaczają następujące ulice:
- ul. Mieszka I
- al. Solidarności
- ul. Kondratija Rylejewa
- ul. Słowiańska

Przez osiedle przebiegają ulice:
- ul. Benedykta Dybowskiego
- ul. Aleksandra Hercena
- ul. Anny German, od 1977 do 2018 Juliana Leńskiego (dekomunizacja)

## Szkoły
- Szkoła Podstawowa nr 66
- Eureka Szkoła Podstawowa
- Szkoła Podstawowa Da Vinci - Oddział Osiedle Przyjaźni

## Przedszkola
- Przedszkole nr 131

- Przedszkole nr 129
- Przedszkole nr 140

## Służba zdrowia
Zlokalizowany na osiedlu Poznański Ośrodek Specjalistycznych Usług Medycznych (POSUM) zwyciężył w ogólnopolskim plebiscycie "Modernizacja Roku" w kategorii zdrowie i opieka społeczna za rok 2016.

## Telewizja
Na osiedlu mieści się lokalna telewizja kablowa: TVK Winogrady. 

## Kultura i zieleń
Na terenie osiedla funkcjonuje Osiedlowy Dom Kultury "Słońce". Część terenu zajmuje Park Władysława Czarneckiego.

## Harcerstwo
Na terenie osiedla Przyjaźni działają jednostki Związku Harcerstwa Polskiego, tworzące XXII Szczep im. Ernesta Thompsona Setona:
- 18 Staromiejska Gromada Zuchowa "Kolorowe nutki"
- 157 Poznańska Drużyna Harcerska im. Janusza Korczaka
- 158 Poznańska Drużyna Starszoharcerska "Zeus"
- 159 Poznańska Drużyna Wędrownicza "Agricola"

## Komunikacja miejska
- tramwaje (PST): 12, 14, 15, 16 (dzienne) i 201, 202 (nocne) oraz 7, 19 (dzienne), jadące na trasie Połabska
- autobusy: 168, 169, 170, 171, 174, 178, 182, 183, 190 (linie miejskie dzienne) 215 (linia miejska nocna), 322 (linia podmiejska dzienna)